# PHY

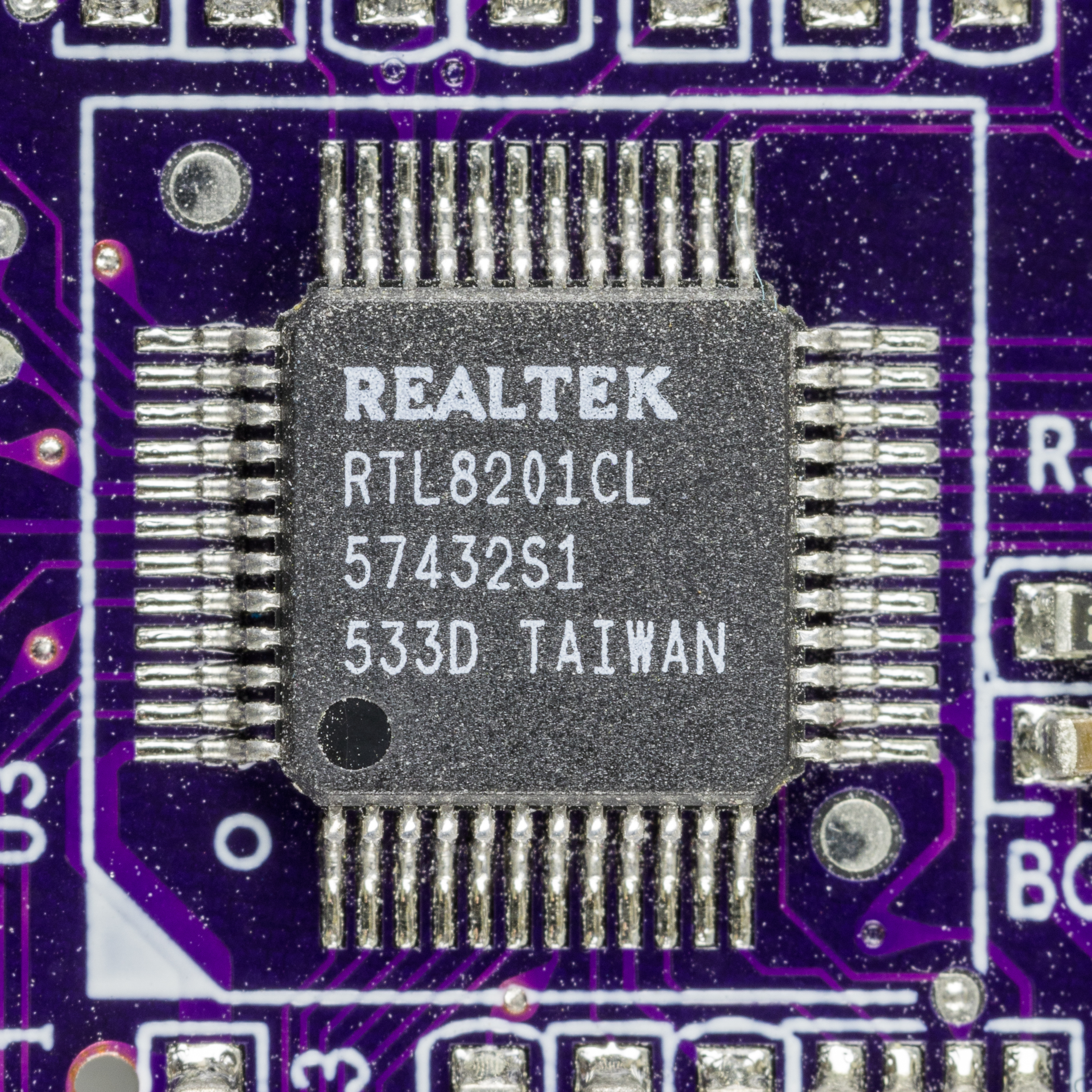
Elitegroup 755-A2 - Realtek RTL8201CL

En électronique et en technologie informatique, PHY est une abréviation couramment utilisée pour désigner la couche physique du modèle OSI (couche de plus bas niveau).
Cette couche consiste en une cellule de conversion analogique-numérique. En effet, lors de l'émission de données, celles-ci doivent être modulées sous forme de signaux analogiques. Réciproquement, lors de la réception de signaux analogiques, ceux-ci doivent être démodulés afin d'en extraire un flux de données numériques.
Le terme PHY désigne donc parfois le composant ou le bloc fonctionnel chargé d'effectuer cette conversion analogique-numérique.

## Utilisations courantes du terme
- Ethernet : les cartes réseau sont généralement équipées d'une puce PHY, appelée PHYceiver ;
- USB : ici aussi, une puce PHY est intégrée dans les hôtes et périphériques USB ;
- IrDA : la spécification IrDA comporte la description d'une couche destinée au transport physique des données, appelée IrPHY ;
- S-ATA : les contrôleurs Serial ATA utilisent un composant PHY.